# Moravská galerie

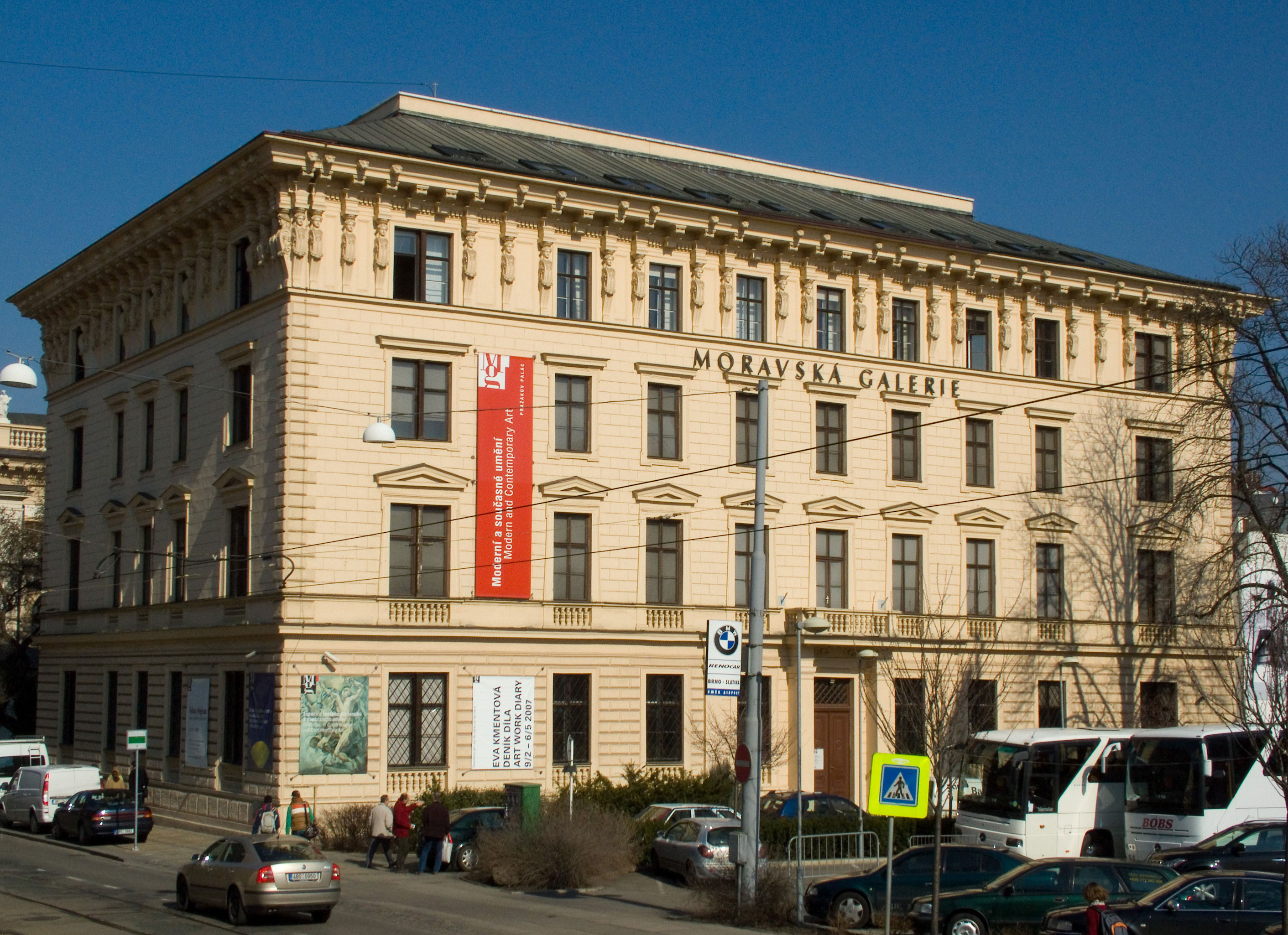
Die Moravská galerie in Brünn, Palais Pražák

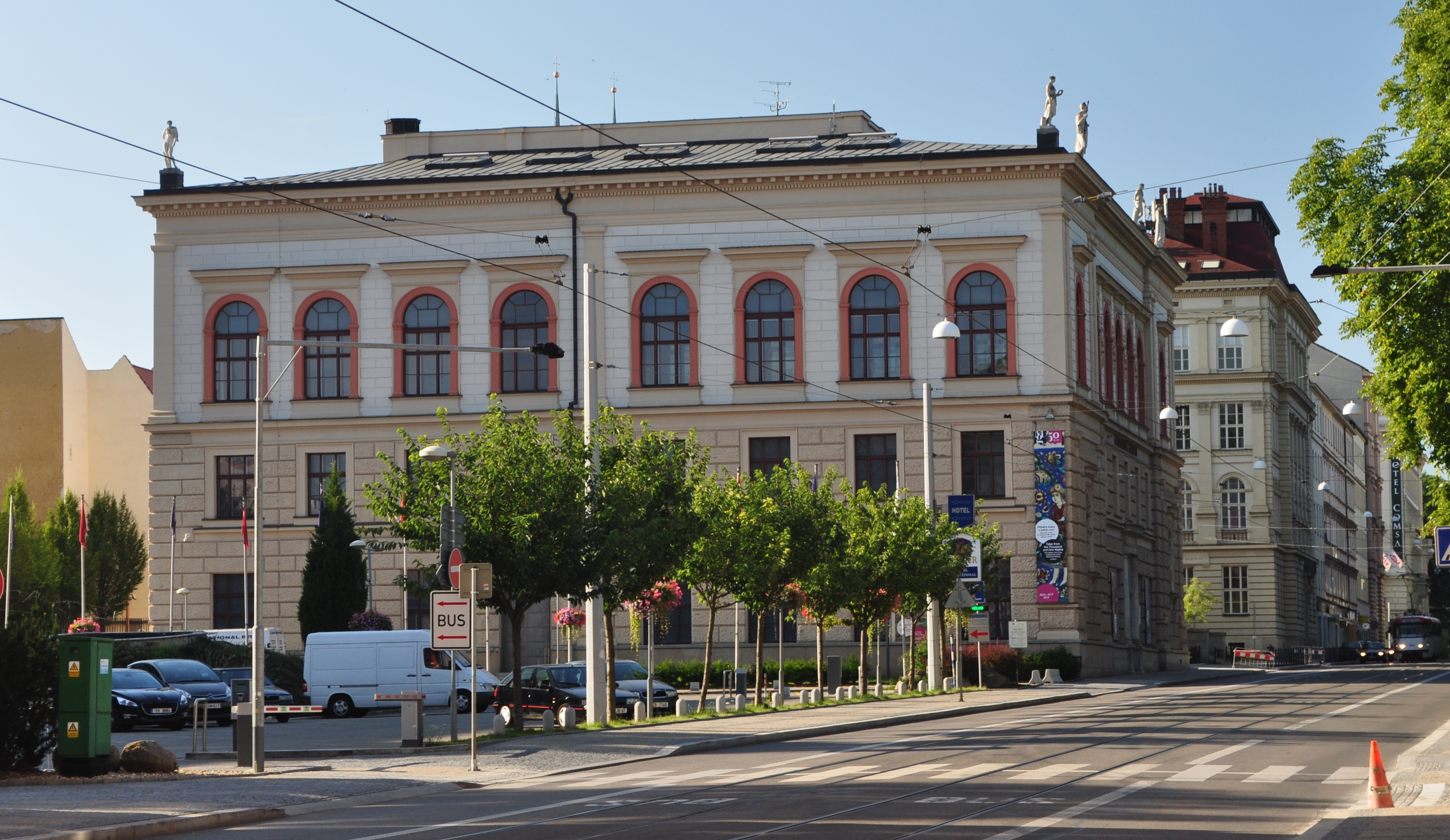
Die Moravská galerie in Brünn, ehemaliges Kunstgewerbemuseum

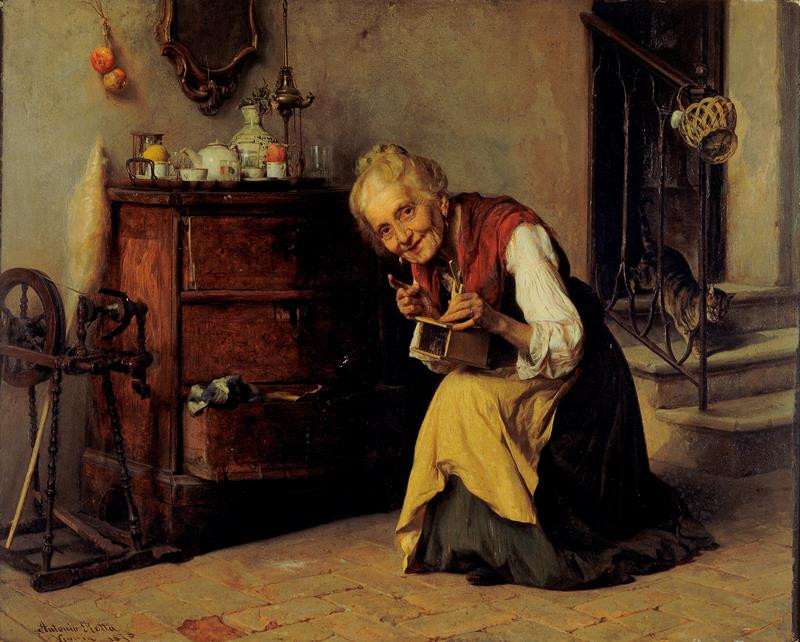
Uchopená myš, Antonio Rotta, „Il topo catturato“, 1878

Die Moravská galerie (offiziell Moravská galerie v Brně, deutsch Mährische Galerie in Brünn) in Brünn zählt durch ihr breitgefächertes Sammlungsspektrum zu den größten Kunstmuseen in der Tschechischen Republik. Die Einrichtung beschäftigt sich mit freien Künsten wie Malerei, Zeichnung, Grafik und Skulptur von den Ursprüngen bis zur Gegenwart. Weitere Schwerpunkte sind Fotografie, angewandte Kunst, Grafikdesign und Architektur.
Das Museum entstand 1961 aus dem Zusammenschluss von mehreren Museen in Brünn, darunter das Kunstgewerbemuseum. Es ist auf vier Gebäude verteilt: den Palais Pražák, das Gebäude des ehemaligen Kunstgewerbemuseums, den Statthalterpalast (Místodržitelský palác) und die Villa Jurkovič. 
Das Museum ist Herausgeber zahlreicher Publikationen,. Rund 200.000 Objekte aus seiner Sammlung sind über seine Webseite zugänglich, die kontinuierlich weiter ausgebaut wird. Dort können über die Suchfunktion etwa Autoren, Techniken, Kunstgattungen, Material, Themen und Herkunftsorte gefunden werden.